# Malacocarpus crithmifolius
Malacocarpus crithmifolius là một loài thực vật có hoa trong họ Zygophyllaceae. Loài này được (Retz.) C.A. Mey. miêu tả khoa học đầu tiên năm 1843.